# وندی دنگ مرداک
ویندی دِنگ مرداک (چینی ساده شده:邓文迪، چینی سنتی: 鄧文迪، پین‌یین:Dèng Wéndí، زادهٔ ۸ دسامبر ۱۹۶۸) بازرگان چینی-آمریکایی است. ویندی سومین همسر روپرت مرداک، صاحب نیوز کورپوریشن و راهنمای همسرش برای سرمایه گذاری در رسانه‌های چینی است.
در سال ۱۹۸۸ ویندی مرداک توانست در رشتهٔ اقتصاد وارد دانشگاه ایالتی کالیفرنیا در نورتریج شود سپس فوق لیسانس خود را در زمینهٔ بازرگانی از مدرسهٔ مدیریت ییل، که اکنون عضو هیئت مشاوران آن است، دریافت می‌کند. آغاز کار مرداک در زمینهٔ رسانه به شبکه رسانه‌ای فاکس مربوط می‌شود. به او پیشنهاد شده بود تا برای کارآموزی به استار تی‌وی، هنگ کنگ، بخشی از نیوز کورپوریشن برود.

## زندگی و آموزش
ویندی دنگ مرداک در جینان به دنیا آمد و در شوژو بزرگ شد. نام او هنگامی که به دنیا آمد، دنگ ونگ (邓文革)، به معنی «انقلاب فرهنگی چین» بود. او هنگامی که نوجوان بود این نام را تغییر داد.